# Juliet (vệ tinh)
Juliet là một vệ tinh vòng trong của Sao Thiên Vương. Nó được phát hiện từ các bức ảnh chụp bởi tàu Voyager 2 vào ngày 3 tháng 11 năm 1986 và được đặt cho một danh xưng tạm thời là S/1986 U 2. Tên gọi Juliet bắt nguồn từ nhân vật nữ chính trong vở Romeo và Juliet của William Shakespeare. Nó còn có tên định danh là Uranus XI.
Juliet nằm trong nhóm vệ tinh Portia, gồm có Bianca, Cressida, Desdemona, Portia, Rosalind, Cupid, Belinda và Perdita. Các vệ tinh này có quỹ đạo và tính chất trắc quang tương tự nhau. Ngoài những đặc điểm như quỹ đạo, bán kính 53 km và suất phản chiếu hình học là 0,08, hầu như con người không còn biết gì về vệ tinh này.
Trong các bức ảnh chụp của Voyager 2, Juliet xuất hiện như một vật thể thuôn dài với trục chính hướng về phía Sao Thiên Vương. Tỷ lệ trục của hình dạng phỏng cầu dài của Juliet là 0,5 ± 0,3, một giá trị tương đối lớn. Bề mặt của nó có màu xám.
Juliet có thể va chạm với vệ tinh Desdemona trong vòng 100 triệu năm tới.